# Ирис мечевидный
Ирис мечевидный (лат. Iris ensata) — вид растений рода Ирис (Iris).

## Описание
Многолетнее травянистое растение до 80 см высотой, с прямостоячим и лиственным стеблем, в основании которого находятся волокнистые остатки старых листьев. Листья прикорневые, мечевидной формы (вследствие чего и дано видовое название), шириной 1-2 см, длиннее стебля, с выступающей в середине листа серебристой жилкой. Листочки обёртки травянистые, узколанцетные, заострённые. На одном кусте 1-4 цветка, тёмно-фиолетового цвета, на ощупь бархатистые. Трубка у околоцветника зелёного цвета, цилиндрическая, до 1.5 см длиной. Цветёт в июле — августе. Плод — коробочка с выпуклыми сторонами и выемчатыми рёбрами.

## Экология
Произрастает на пойменных лугах, долинах рек, на разнотравно-злаковых лугах.

## Распространение
Произрастает в юго-восточной части Приморья, на Сахалине, Курилах, в северо-восточной части Китая и Японии.

## Охранный статус
Относится к охраняемым видам растений. Занесён в Красные книги России, Приморского края и Сахалинской области. Категория статуса редкости: редкий вид. Категория статуса угрозы исчезновения: низкая степень риска. Исчезает в связи с активным сбором населением в букеты, распашкой, сенокошением, выпасом скота и пожарами.

## Галерея

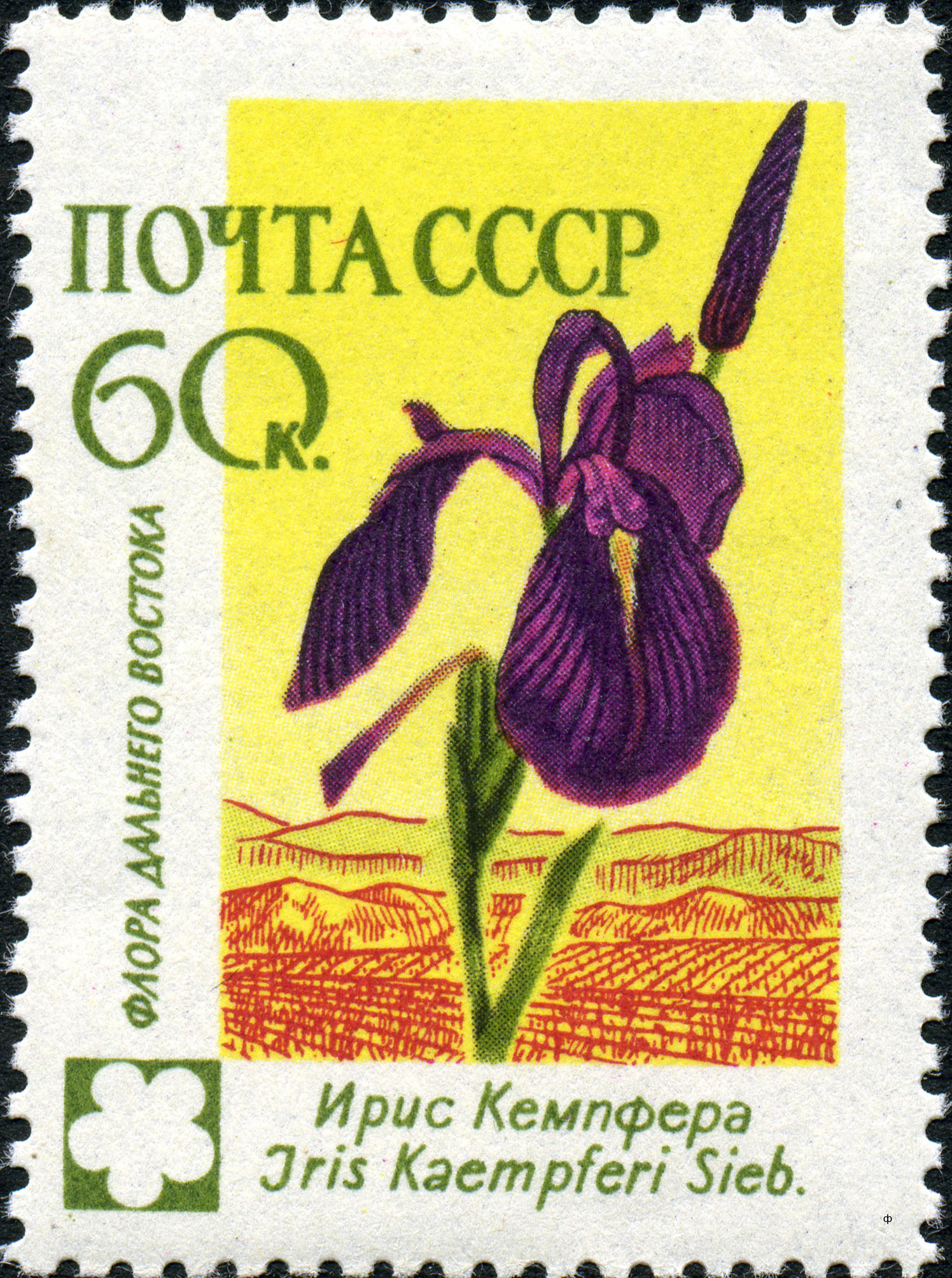
Почтовая марка, 1960 год
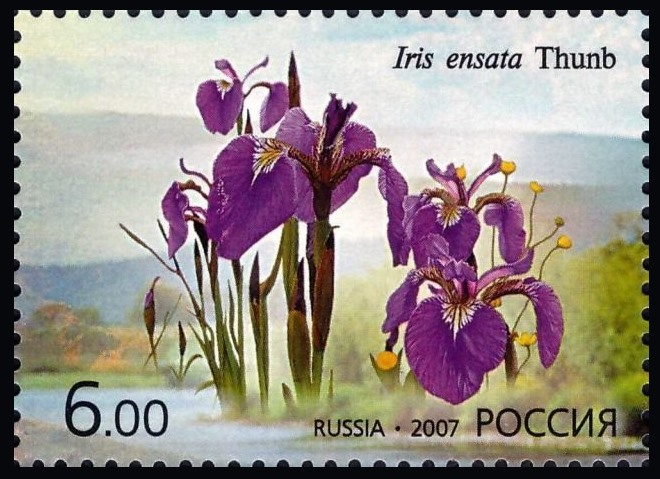
На российской марке 2007 года выпуска